# Vorfokussierung
Viele Kameras mit Autofokus bieten die Möglichkeit, das Motiv vorab zu fokussieren (scharfzustellen), indem man den Auslöser nur berührt oder halb durchdrückt.  Gleichzeitig wird bei diesem Vorgang meist auch die Belichtung (Blendenzahl und Belichtungszeit) festgelegt.
Wenn man den Auslöser anschließend ganz drückt, wird bei den meisten Kameras das Bild mit einer erheblich kürzeren Auslöseverzögerung aufgenommen.
Diese Technik eignet sich vor allem für Action-Fotos, bei denen man zumindest wenige Sekunden vorher den Bildausschnitt festlegen kann.